# مبارزات آزادی بیان سانتیاگو
مبارزات آزادی بیان سانتیاگو (انگلیسی: San Diego free speech fight) یکی از مشهورترین مبارزاتی است که در سال ۱۹۱۲ تا ۱۹۱۳ به یک مبارزه طبقاتی برای آزادی بیان در زمینه احقاق حقوق سندیکاهای کارگری تبدیل شد.

## مقدمه
در شروع قرن بیستم با آغاز رویارویی بین طبقه کارگر و کارفرما و خصومتی که مابین کارگران و کارفرمایان وجود داشت، جنبش‌های کارگری دست به اقدامات ستیزه‌جویانه‌ای زدند، از جمله شورش هی‌مارکت در شیکاگو و همچنین اعتصاب بزرگ کارگران راه‌آهن جنوب غرب در سال ۱۸۸۶ که به شکست این جنبش‌ها و خردشدنشان انجامید. با از بین رفتن پیش‌قراولان نهضت کارگری، به‌طور همزمان فدراسیون محافظه‌کار کارگری متولد شد.